# سنت-رز-دو-واتفور، کبک
سنت-رز-دو-واتفور (به فرانسوی: Sainte-Rose-de-Watford) شهری در منطقه شهری له اتشمن ناحیه شودییر-آپالاش در استان کبک کانادا است. در سرشماری سال ۲۰۱۱ این شهر ۷۸۴ نفر جمعیت داشته‌است و مساحت آن ۱۱۲٫۷۴ کیلومتر مربع است.